# Herzog (film)
Herzog je slovenski romantični dramski film iz leta 1997. Za oglaševalca Milavca je bil to prvi samostojni celovečerec, po katerem ni več režiral filmov. 
Po mnenju ustvarjalcev gre za romantično družinsko melodramo o izgubljeni in znova najdeni ljubezni.

### Zgodba
Mladi potapljač postane butler pri bogatem upokojenem pilotu in invalidu Zlobcu, ki umira za levkemijo. Ta mu pove svojo življenjsko zgodbo.  
Zlobec je zadnji dan 2.svetovne vojne v nesreči letala Herzog nad Jadranskim morjem izgubil ljubezen svojega življenja, ki je ni mogel preboleti. Zanemarjal je hčer Ano, ki je pri osemnajstih ljubezen našla pri precej starejšem Rihardu, ki se je z Zlobcem družil, dokler njunega prijateljstva ni prekinil nesrečni potop, ki je Zlobca prikoval na invalidski voziček. Rihard od takrat pluje po svetu, Ana pa se odseli in postane učiteljica gluhonemih otrok. Očeta obišče le na svoj rojstni dan. Ob neki vrnitvi sreča Riharda in njuna ljubezen oživi, Zlobec pa poravna svoje račune. 

## Financiranje in produkcija
Projekt je ocenjen na 102.376.868 tolarjev (427.211 evrov). Podprl ga je Filmski sklad RS (331.336 evrov). Producentski hiši sta bili Nora Production Group (produkcijski oddelek oglaševalske agencije Luna) in Studio Arkadena.
Scenaristi so bili takrat sodelavci v Luni. Dolmark in Pelko sta že imela izkušnje s pisanjem za celovečerce. Film je v več fazah nastajal deset let. Oktobra 1987 je Milavec napisal sinopsis z naslovom Ljudje na horizontu. Po petih letih je k sodelovanju povabil Pelka in Dolmarka. Končni naslov je filmu dala ladja, s katero je portugalski pesnik Fernando Pessoa potoval iz Afrike v Lizbono. Scenarij je bil dokončan septembra 1995. Leta 1994 je bil projekt sprejet za leto 1995 pri strokovni komisiji Ministrstva za kulturo RS. Je tudi prvi sprejeti projekt Filmskega sklada RS.
Snemanje se je začelo 20. septembra 1995.
27. septembra 1995 je bil projekt predstavljen na tiskovni konferenci na portoroškem letališču. Planirali so 35 snemalnih dni. Podvodne prizore je režiral Aleš Verbič, režiser filma Morana, zračne in na vodi pa Miha Hočevar. Največ prizorov je bilo posnetih v notranjosti hotela in nekdanjega samostana v Ankaranu, ki mu je scenograf vdihnil videz Zlobčeve obmorske graščine.

## Odziv kritikov in gledalcev

### Kritiki
Ženja Leiler je po predstavitvi filma 26. septembra 1997 v ljubljanskem kinu Komuna napisala, da mu je publika namenila zelo mlačen aplavz.
Peter Kolšek je napisal, da je film, ki se ukvarja s srčnimi zadevami, preveč hladen. Dialoge je imel za solidne. Lik butlerja se mu je zdel nepotreben in stereotipen. Odvečen, pa tudi slabo napisan se mu je zdel tudi lik, ki ga je igrala Tina Matijevec, ki bi morala po njegovem za svoj debi izbrati manj zagonetno vlogo. Oba sta po njegovem razgalila prazno okostje žanrske zgodbe. Cavazzi je očital, da je s svojim praznim likom Zlobca zasedel skoraj ves film in ukradel potreben prostor Gračnerjevi in Hočevarju. Marka Mandića je pohvalil kot zabaven svež obraz. Na koncu je dejal, da glavni problem tega filma ni pomanjkanje slovenskega denarja za snemanje megalomanskih melodram, kot je Angleški pacient.
Živa Emeršič, takratna urednica oddaj o kulturi na TVS, je dejala, da so film povozili preambiciozni in preštevilni scenaristi, ki se niso mogli odločiti, kaj naj bi bil in tako v obup spravili gledalca, ki se ni imel na kaj opreti. Filmskemu skladu je zaželela, da bi imel Zlobčevega vsevednega butlerja.
Matevž Kos, takratni urednik revije Literatura, je dejal, da Herzog izničuje napredek, ki sta ga dosegla ljudski Outsider in poetični Ekspres, ekspres, ter vrača slovensko kinematografijo v tesno bližino Rabljeve freske. Film mu je namesto dobre ljubezenske zgodbe ponudil nepovezane fragmente in polnjenje scenarističnih lukenj s prekomerno simbolizacijo, metafizično artističnimi vložki in lepoto praznine. Zdelo se mu je, da imajo igralci zvezane roke.
Igor Zabel, takratni kustos Moderne galerije, je ustvarjalcem očital, da so se preveč ukvarjali z videzom in premalo z vsebino, zato film ni deloval kot celota in je bil precej plitek.
Samo Rugelj je pohvalil premišljeno in spretno trženje zelo uspešnega Outsiderja in ob primerjavi razložil, zakaj istega leta izdanemu Herzogu najbrž ne bo šlo dobro. Zmotili so ga slabo ozvočen in nejasen reklamni spot, zavlačevanje z začetkom predvajanja, ki je izničilo učinek začetne promocije, zaničljiv odnos ustvarjalcev do lastnega izdelka, ki so ga izražali v intervjujih, začetek predvajanja ob velikem pritisku ameriških blockbusterjev in pomembnih tujih manjših filmov ter predvajanje v najmanjši kinodvorani (Kompas) v Ljubljani, kjer se lovi približno polovico slovenske publike.

### Obisk v kinu
Film si je ogledalo 4547 gledalcev.

## Zasedba
- Boris Cavazza: upokojeni pilot Zlobec
- Nataša Barbara Gračner: Zlobčeva hči Ana
- Janez Hočevar - Rifle: Rihard, nekdanji Zlobčev prijatelj in Anin ljubimec
- Matjaž Tribušon: Zlobčev butler
- Marko Mandič: Rihardov pomorski pomočnik
- Tina Matijevec: usodno dekle na rolerjih in butlerjeva fantomska spremljevalka
- Zlatko Šugman: zdravnik

## Ekipa
- fotografija: Valentin Perko
- glasba: Vojko Sfiligoj
- montaža: Miha Hočevar in Olga Toni
- scenografija: Janez Kovič
- kostumografija: Marko Jenko
- maska: Aljana Hajdinjak

## Nagrade

### 6. Slovenski filmski maraton 1997
- nagrada za fotografijo (obrazložitev: »V filmu Herzog se rafinirana slikovna zasnova do podrobnosti sklada z nekoliko izumetničeno, a gladko tekočo pripovedjo.«)
- nagrada za montažo (obrazložitev: »Montažni dosežek Olge Toni in Mihe Hočevarja odlikujejo gladko tekoč in obrzdan tempo, ki ustvari iluzijo nepretrganega trajanja, zanesljiv čut za ritem in modulacijo, atraktivnost in detajl, kontinuiteto in presenečenje.«)
- nagrada za scenarij (obrazložitev: »Scenaristi Herzoga so sodobno svetovljansko zgodbo zastavili kot večno uganko človeškega duha. Ljubezen, prijateljstvo, življenje in smrt tvorijo zanimivo sestavljanko, ki se razreši šele na koncu filma. Scenarij s svojo razpetostjo med sedanjim in preteklim, med spominom in pozabo, usodnim in minljivim predstavlja ustvarjalcem filma poseben izziv.«)
- nagrada za glasbo (obrazložitev: »Glasba VOJKA SFILIGOJA v filmu Herzog zadržano spremlja razvoj notranje drame protagonistov in ustvari skoraj varljivo sliko mirovanja, vendar se v trenutkih katarzičnega pričakovanja razvije v sugestivno in dopolnjujočo komponento filmske pripovedi.«)[10]